# Ataq
Ataq (arapski: عتق), je grad na jugozapadu Jemena, udaljen je oko 458 km jugoistočno od glavnog grada Sane. Grad ima oko 20.435 stanovnika, leži na nadmorskoj visini od 1200 m.
Ataq je glavni grad jemenske muhafaze Šabve koja ima 466.889 stanovnika.
U okolici se gaji puno sezama, koji se prerađuje u ulje u gradu, litra tog ulja košta 700 jemenskih riala (oko 17,16 kuna).

## Zanimljivosti u gradu
Današnji Ataq je moderni grad, koji ima zračnu luku, bolnicu, i muzej (osnovan 1984.) koji posjeduje vrijedne izloške iz različitih područja muhafaze Šabve, od drevnog grada Shabwe (prijestolnice starovjekovnog Kraljevstva Hadramout), gradova iz Kraljevstva Kataban, i gradova iz Kraljevstva Ausan. Najstariji izlošci su iz kamenog doba iz 3. tisućljeća prije Krista.
U gradu je jedna od najvećih atrakcija, Palača Dheiban (zgrada Al-Dheiban) koja ima šest etaža, i tlocrt površine 40 x 40 m, 5 i 6. kat izgrađeni su u obliku piramide. Zgrada je izgrađena od nepečenih cigli, i stara je više od 200 godina. Pored grada nalazi se selo Hamar Ataq (16 km), s kućama građenim u tradicionalnom stilu od gline i kamena.
Pored grada kod mjesta Habban, nalazi se antička brana – Kureif Habban ili Brana Habban, 150 m duga i 100 m široka, s tunelom iskopanim u stijeni, 30 m dugim i 3,0 m širokim, po kojem je voda dolazila do brane.

## Vanjske poveznice
- YEMEN Photo Gallery, Voyage au pays de la reine de Saba (fr.)